# Marquesado de la Lealtad

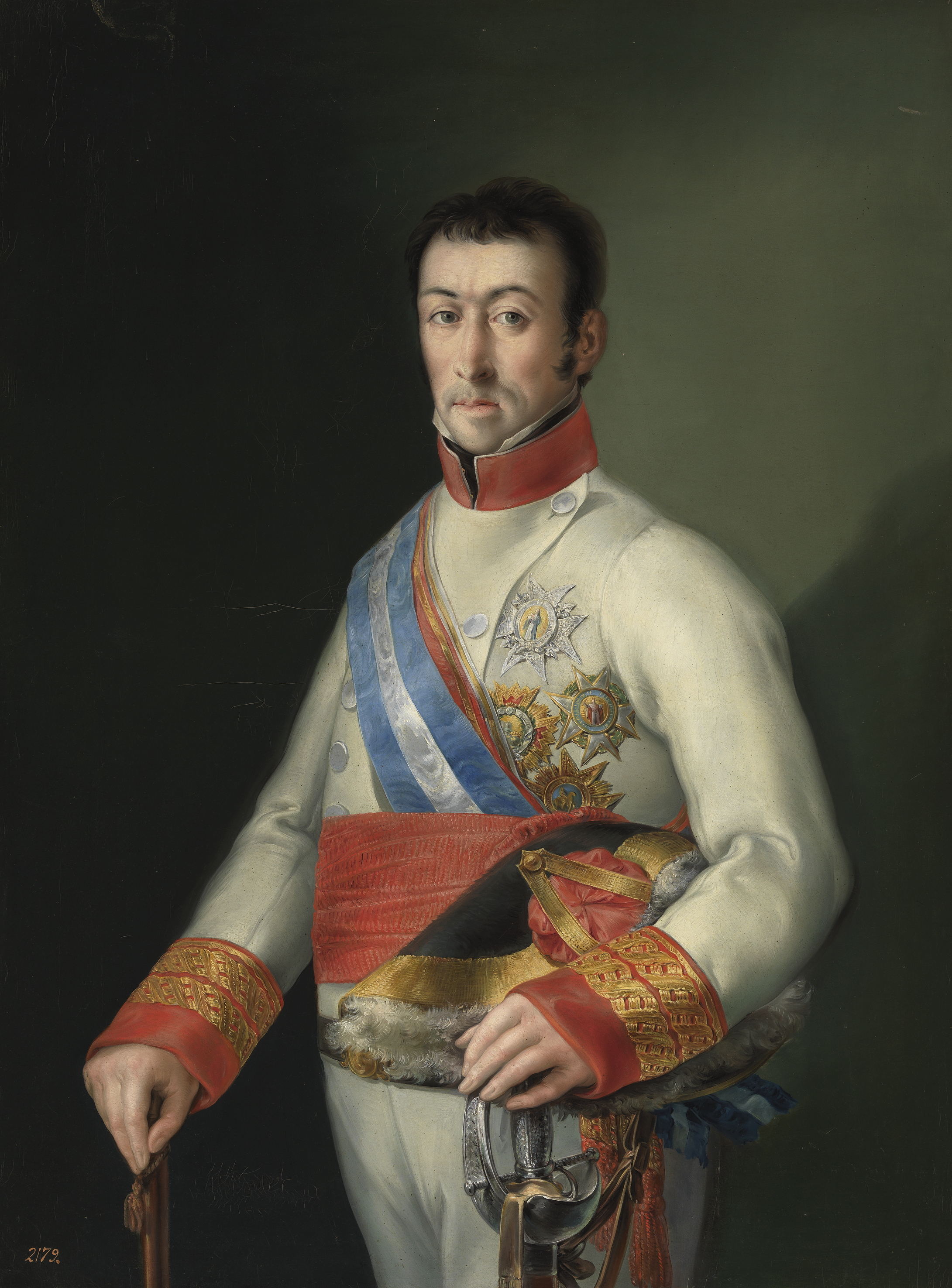
General Francisco Javier de Elío y Olóndriz. Atribuido a Miguel Parra. (Museo del Prado).

El Marquesado de la Lealtad es un título nobiliario español creado el 28 de marzo de 1824 por el rey Fernando VII a favor de Bernardo de Elío y Leyzaur, en honor a su padre Francisco Javier de Elío y Olóndriz, Capitán General de los Ejércitos, Virrey del Río de la Plata, y de su esposa María Lorenza Leyzaur y Mendívil.

## Escudo de armas
«En campo de oro, una cruz recrucetada y vacía, de gules. Escusón de azur, cargado de las letras FLH (Fidelidad, Lealtad, Honor) surmontadas de la corona Real, todo de oro».

## Marqueses de la Lealtad
|                                 | Titular                               | Periodo                   |
| Creación por Fernando VII       | Creación por Fernando VII             | Creación por Fernando VII |
| ------------------------------- | ------------------------------------- | ------------------------- |
| I                               | Bernardo de Elío y Leizaur            | 1824-¿?                   |
| Rehabilitación por Alfonso XIII |                                       |                           |
| III                             | Joaquín de Elío y Mencos              | 1925-1952                 |
| IV                              | María Teresa de Gaztelu y Elío        | 1955-1999                 |
| V                               | María Inés de Gaztelu y Elío          | 2000-2003                 |
| VI                              | Francisco Javier de Elío y de Gaztelu | 2004-2005                 |
| VII                             | Javier de Elío Garralda               | 2005-actual titular       |

## Historia de los marqueses de la Lealtad
- Bernardo de Elío y Leyzaur, I marqués de la Lealtad. No dejó descendencia. Por su hermana María de los Dolores de Elío y Leyzaur que se había casado con Joaquín de Elío y Ezpeleta, I duque de Elío  (G. de E.), tuvo por hijo a Juan de Elío y Elío que se enlazó con Inés Mencos y Ezpeleta y de cuyo hijo, por rehabilitación del marquesado, le sucedería en el título ya que era su sobrino nieto.

Rehabilitado en 1925 por:
- Joaquín de Elío y Mencos, II marqués de la Lealtad. No dejó descendencia. Su hermana Blanca de Elío y Mencos que se había casado con Alfonso Gaztelu y Martitorena, tuvo una hija. Por lo tanto, le sucedió su sobrina:

- María Teresa de Gaztelu y Elío, III marquesa de la Lealtad, X marquesa de Góngora. Le sucedió su hermana:

- María Inés de Gaztelu y Elío,  IV marquesa de la Lealtad, II duquesa de Elío.

1. Casó con Rafael de Elío y Gaztelu, IX marqués de Vessolla, XI conde de Ablitas, XVIII vizconde de Val de Erro. Le sucedió su nieto:

- Francisco Javier de Elío y de Gaztelu (1945-2016),  V marqués de la Lealtad, III duque de Elío, X marqués de Vessolla, XI conde de Ayanz, XI marqués de Góngora (como sucesor de su tía María Teresa de Gaztelu y Elío), XIII conde de Ablitas y XIX vizconde de Val de Erro.

1. Casó con María del Pilar Aguilera y Narváez, condesa de Foncalada, hija de Fernando de Aguilera y Abárzuza, VI marqués de Cúllar de Baza y de María del Pilar Narváez y Coello de Portugal, hija, a su vez del marqués de Oquendo y de la marquesa de Castro. Le sucedió, por cesión en 2005 su sobrino:

- Javier de Elío y Garralda, VI marqués de la Lealtad (Real carta sucesión 16/02/2005).